# Миколаевка (Ельский район)
Миколаевка (бел. Мікалаеўка) — деревня в Старовысоковском сельсовете Ельского района Гомельской области Белоруссии.

## География

### Расположение
В 22 км на запад от районного центра и железнодорожной станции Ельск (на линии Калинковичи — Овруч), в 205 км от Гомеля.

## Гидрография
На востоке и западе мелиоративные каналы.

## Транспортная сеть
Автодорога соединяет деревню с Ельском. Планировка состоит из прямолинейной меридиональной улицы, застроенной деревянными домами усадебного типа.

## История
По письменным источникам известна с XIX века как деревня в Скороднянской волости Мозырского уезда Минской губернии. В 1879 году упоминается как селение церковного прихода Ремезы. Согласно переписи 1897 года располагалась часовня. В 1908 году в Королинской волости.
В 1929 году создан колхоз «Красный колос», работала ветряная мельница. Во время Великой Отечественной войны в июле 1942 года оккупанты сожгли деревню и убили 85 жителей. 52 жителя погибли на фронтах. В 1959 году в составе колхоза «40 лет Октября» (центр — деревня Дуброва).

## Население

### Численность
- 2004 год — 8 хозяйств, 11 жителей.

### Динамика
- 1897 год — 28 дворов, 171 житель (согласно переписи).
- 1908 год — 32 двора, 219 жителей.
- 1924 год — 47 дворов.
- 1940 год — 39 дворов.
- 1959 год — 111 жителей (согласно переписи).
- 2004 год — 8 хозяйств, 11 жителей.

## Известные уроженцы
- А. С. Мищенко — командир 37-я Ельская партизанская бригада во время Великой Отечественной войны.